# Trun (Orne)
Trun ist eine französische Kleinstadt mit 1183 Einwohnern (Stand: 1. Januar 2022) im Département Orne in der Region Normandie. Sie gehört zum Arrondissement Argentan und zum Gemeindeverband Terres d’Argentan Interco. Die Einwohner werden Trunois und Trunoises genannt.

## Geografie

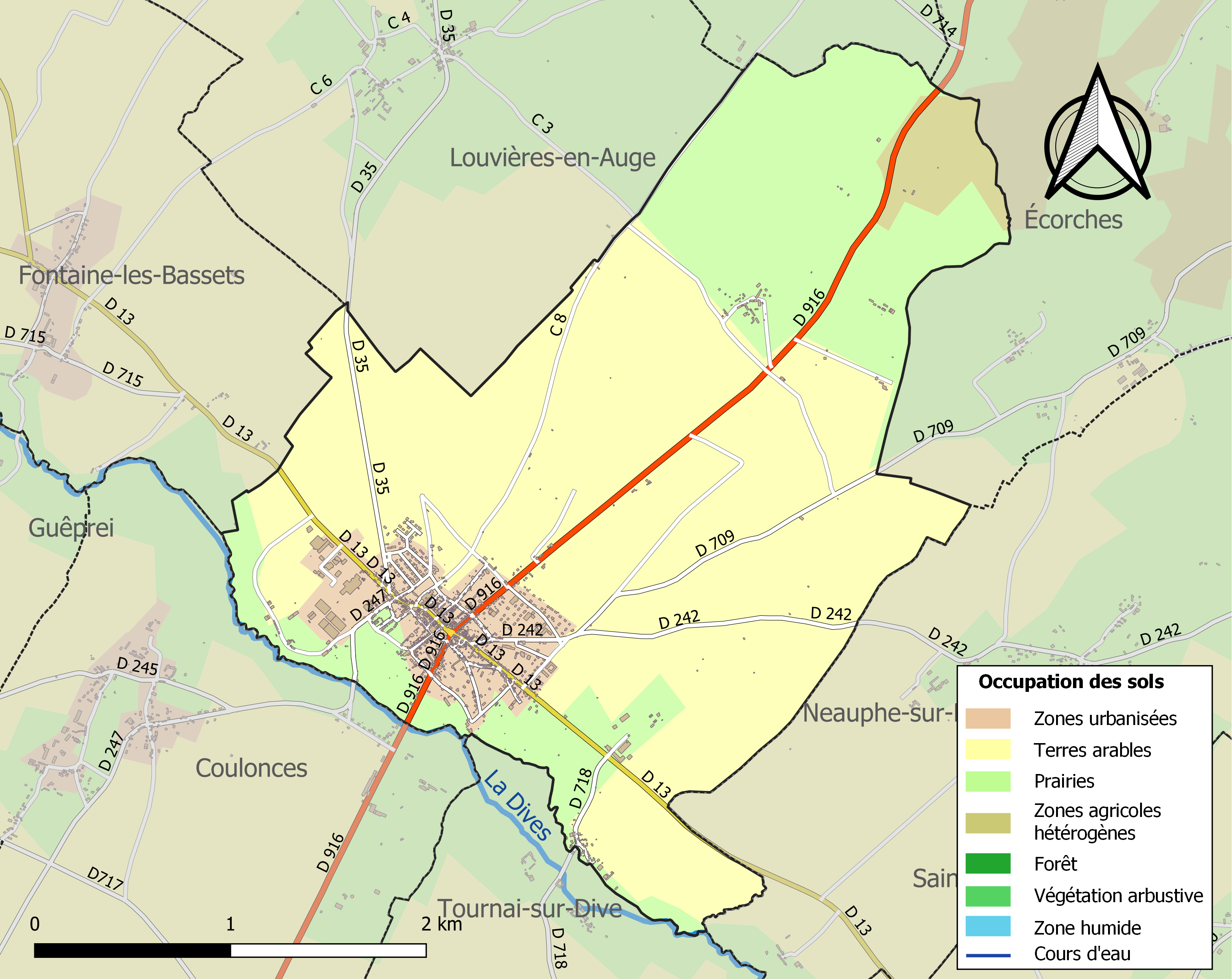
Bodennutzung, Hydrografie und Infrastruktur der Gemeinde (2018)

Die Kleinstadt Trun liegt etwa zwölf Kilometer nordnordöstlich von Argentan und etwa 46 Kilometer nördlich von Alençon in der Région naturelle Pays d’Auge. Die Dives und ihre Seitenarme begrenzen das Gemeindegebiet im Süden. Die Gemeinde wird außerdem vom Ruisseau du Ménil entwässert, der in ihrem Gebiet entspringt, sie durchquert und beim Zentrum in die Dives mündet. Dieses liegt auf einer Höhe von etwa 80 m. Das Relief des Gebiets fällt beim Austritt der Dives aus dem Gemeindegebiet im Südwesten leicht auf 77 m ab, steigt sowohl nach Nordwesten wie nach Nordosten hin an, im äußersten Nordwesten auf eine Höhe von 151 m.
Rund 92 % der Fläche der Gemeinde werden landwirtschaftlich genutzt, hauptsächlich als Kulturland (rund 61 %), rund 8 % entfallen auf bebaute Flächen (Stand: 2018).
Umgeben wird Trun von den sieben Nachbargemeinden:
| Louvières-en-Auge    | Montreuil-la-Cambe                          | Écorches         |
| Fontaine-les-Bassets | Kompassrose, die auf Nachbargemeinden zeigt | Neauphe-sur-Dive |
| Coulonces            |                                             | Tournai-sur-Dive |

## Bevölkerungsentwicklung
| Jahr                       | 1962 | 1968 | 1975 | 1982 | 1990 | 1999 | 2006 | 2013 | 2021 |
| Einwohner                  | 1337 | 1378 | 1344 | 1339 | 1230 | 1307 | 1322 | 1323 | 1202 |
| Quellen: Cassini und INSEE |      |      |      |      |      |      |      |      |      |

## Sehenswürdigkeiten
- Pfarrkirche Saint Pierre, Saint Paul mit einem Glockenturm aus dem 12. Jahrhundert
- Pflegeanstalt aus dem 19./20. Jahrhundert
- Wasserturm

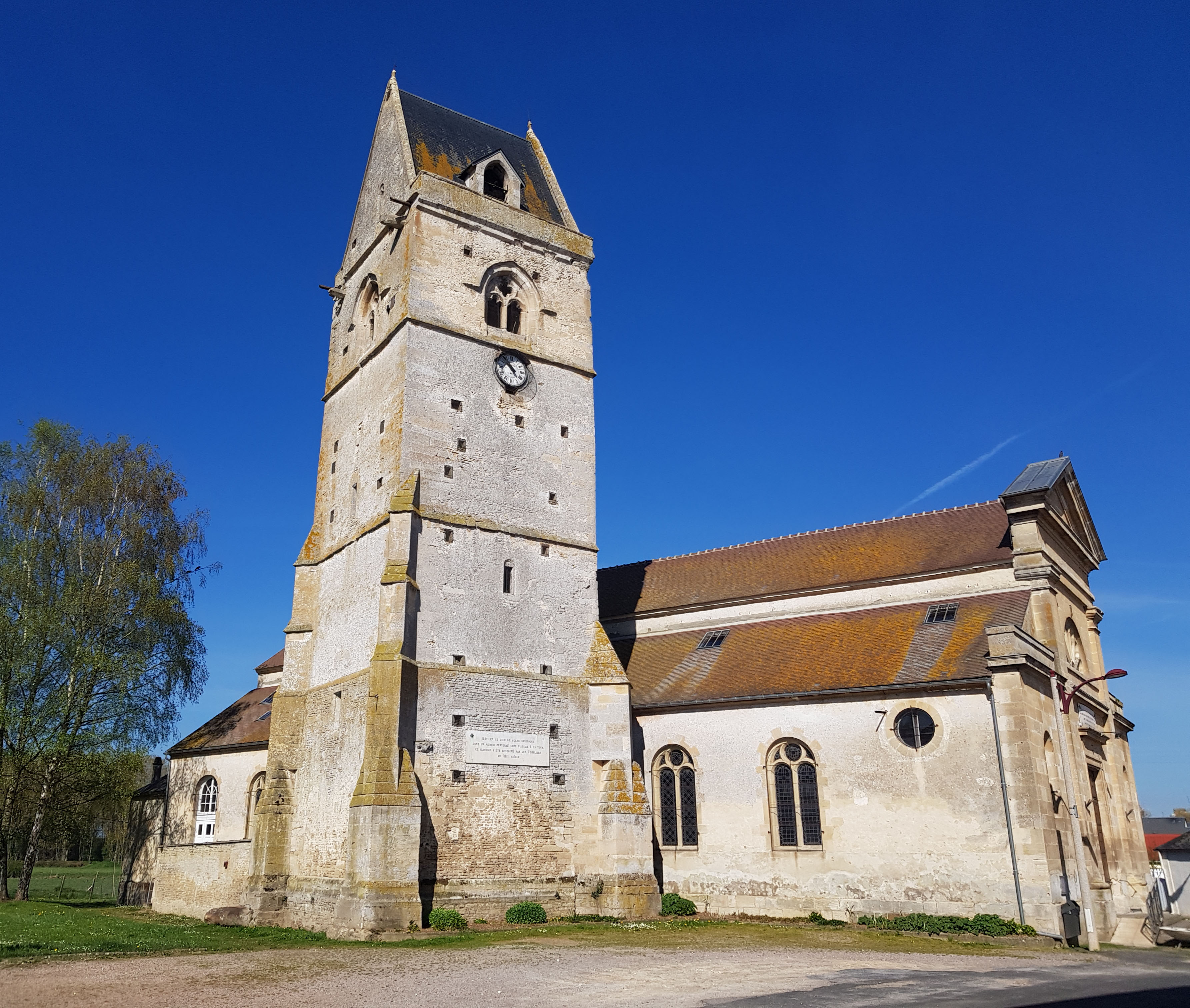
Pfarrkirche Saint Pierre, Saint Paul
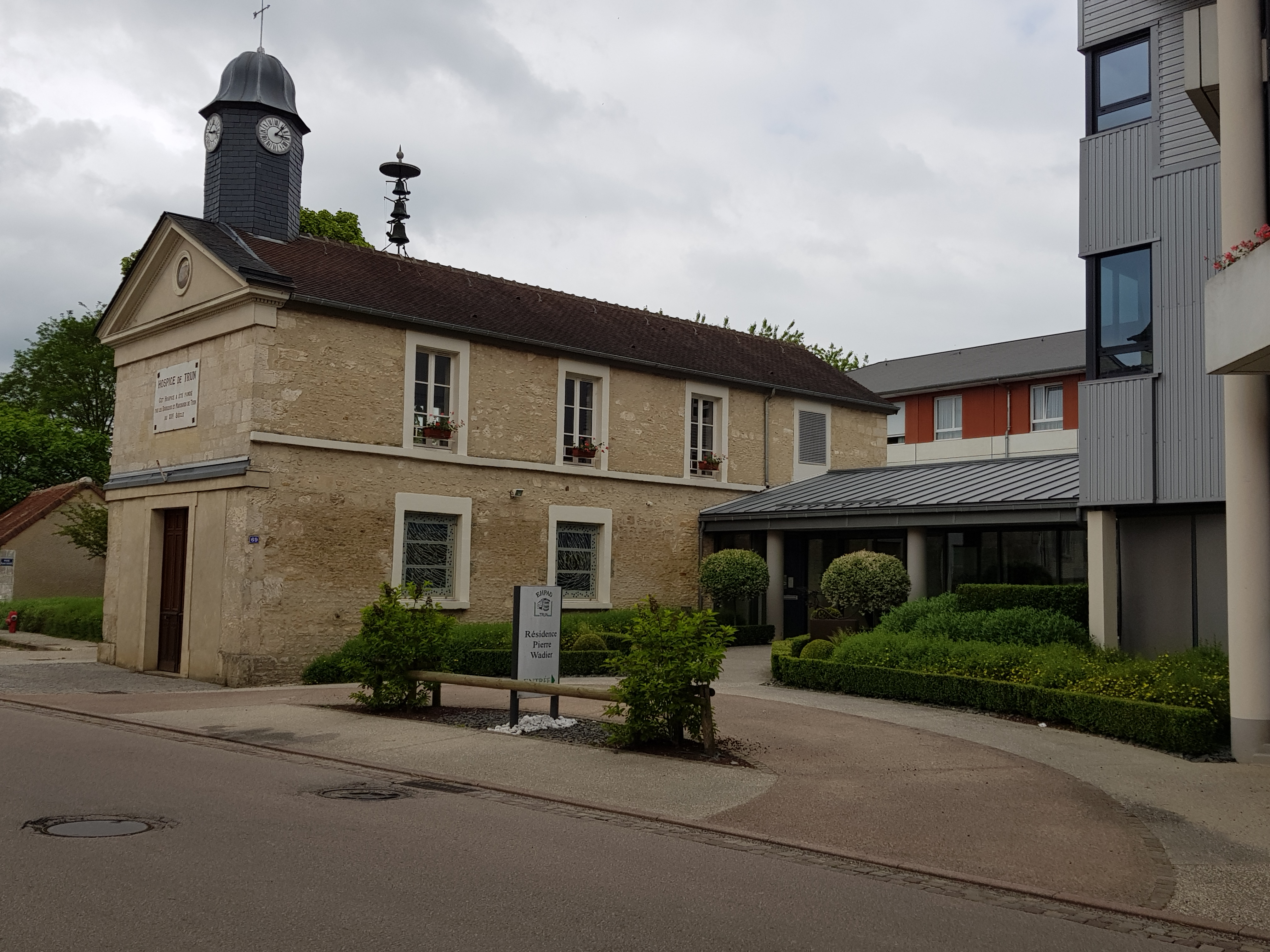
Kapelle und Eingang der Pflegeanstalt
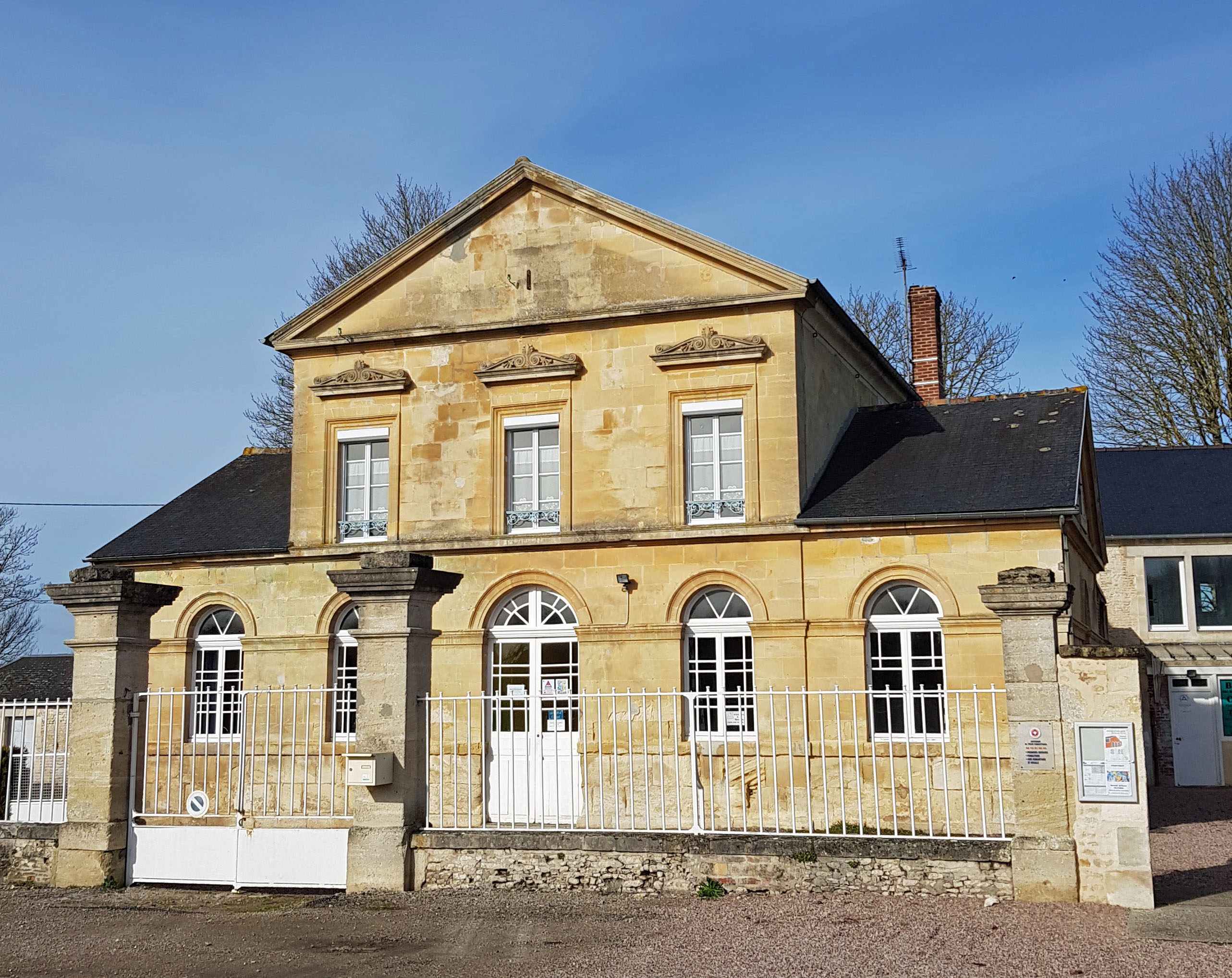
Ehemaliges Knabenpensionat
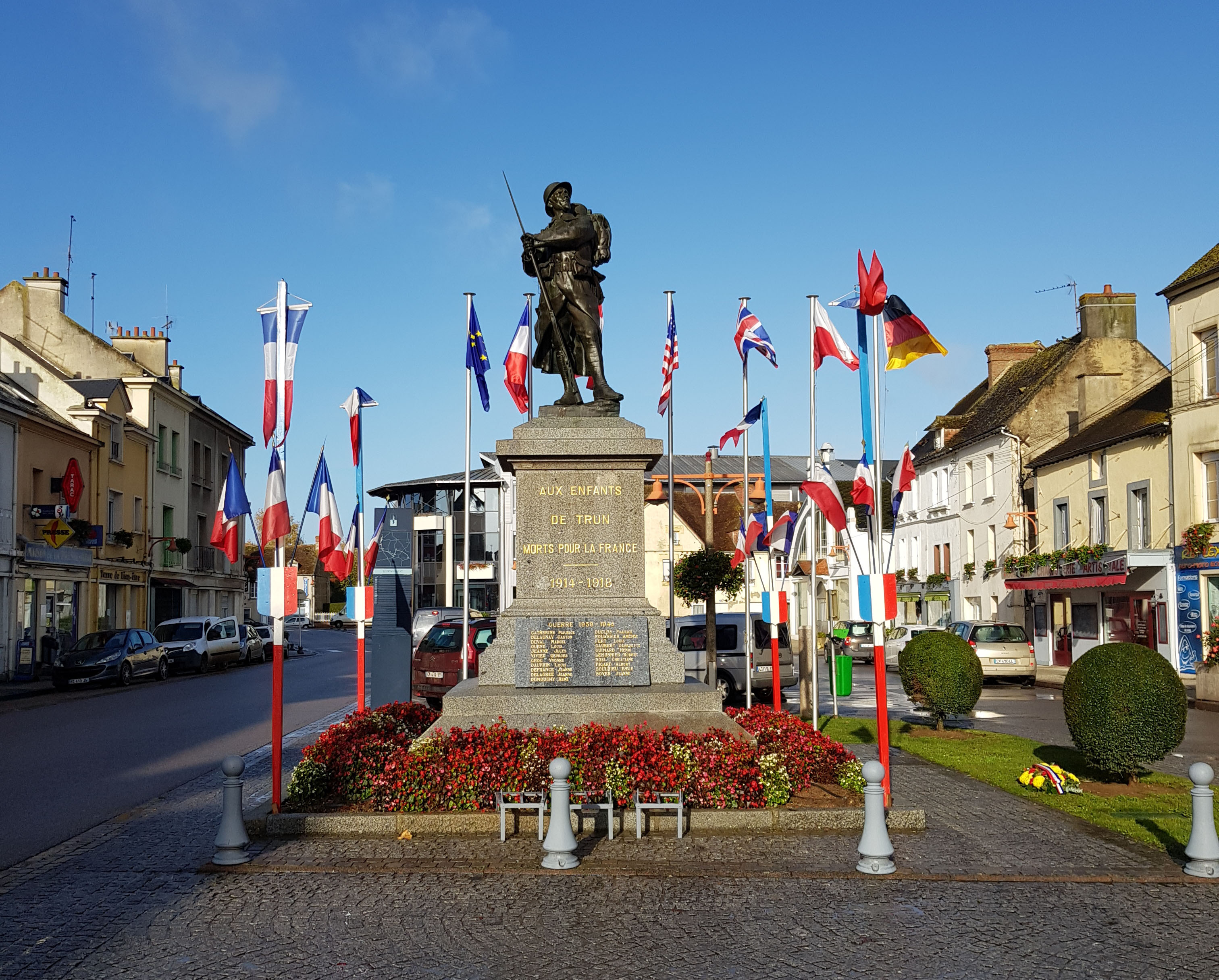
Gefallenendenkmal

## Wirtschaft
Der wichtigste Arbeitgeber ist die Heller SA, eine Plastikmodellbaufabrik.

## Verkehr
Die Departementsstraße, D 916, die ehemalige Route nationale 816 von Vimoutiers nach Couterne, durchquert das Gemeindegebiet von Nord nach Süd. Die Departementsstraße D 13 führt im Nordwesten nach Fontaine-les-Bassets, im Südosten nach Saint-Lambert-sur-Dive. Die nachgeordneten Departementsstraßen D 35, D 242, D 709 und D 718 sowie lokale Landstraßen verbinden das Zentrum mit den Weilern der Gemeinde und Nachbargemeinden.

## Partnergemeinde
Seit Mai 2019 existiert eine Partnerschaft mit der fränkischen Stadt Ebern.